# Agrochola decolorata
Agrochola decolorata är en fjärilsart som beskrevs av Otto Staudinger 1901. Agrochola decolorata ingår i släktet Agrochola och familjen nattflyn. Inga underarter finns listade i Catalogue of Life.